# Rosa Bonaparte
Rosa Filomena Cardoso Bonaparte Soares dite Muki, née le 18 février 1957 et morte le 8 décembre 1975, est une révolutionnaire est-timoraise et une militante pour les droits des femmes. Née dans ce qui est alors le Timor portugais, elle obtient en 1973 une bourse pour étudier au Portugal, où elle s'implique dans l'activisme marxiste et anticolonial. De retour au Timor fin 1974, elle participe à fonder le Fretilin et siège au comité central du parti. Elle est alors surnommée « Rosa Luxemburg », et par ses camarades du Fretilin, « Muki ».
En août 1975, Bonaparte devient la première secrétaire générale de l'OPMT, l'aile féminine du Fretilin. Elle dirige le travail humanitaire du groupe en créant des crèches pour les orphelins et autres enfants vulnérables, et supervise les initiatives d'alphabétisation et de santé pour les femmes timoraises. Bonaparte est présente lors de la déclaration unilatérale d'indépendance du Fretilin vis-à-vis du Portugal le 28 novembre 1975. Elle est tuée par des soldats indonésiens à Dili lors de l'invasion du Timor oriental. Bonaparte est commémorée au XXIe siècle pour son rôle dans le mouvement des femmes et la lutte anticoloniale au Timor oriental dans les années 1970.

## Biographie

### Études
Rosa Filomena Cardoso Bonaparte Soares naît le 18 février 1957 à Manatuto, une petite ville sur la côte nord de ce qui est alors le Timor portugais,. Bonaparte est l'aînée d'une fratrie de treize, les autres étant Bárbara, Mariano, Diogo, Rosa Helena, Margarida de Oliveira, Bernardino Joaquim Ribeiro, Deolinda Severina, Rosalino de Oliveira, Madalena Apolonia Gomes et Alda Maria de Oliveira, ainsi que leur demi-soeur Maria Felizarda.
Bonaparte commence ses études primaires à l'école des sœurs canossiennes pour filles à Ossu. En 1967, elle poursuit ses études à Dili, puis en 1969 à l'Escola Industria e Comercial Professor Silva Cunha. Diplômée en 1973 avec de bonnes notes, elle obtient une bourse pour aller faire des études de commerce à l'université au Portugal.

### Activité révolutionnaire
En 1974, Bonaparte est l'une des 39 étudiants timorais qui étudient au Portugal. Elle s'implique rapidement dans la politique de gauche et rejoint le Parti communiste des travailleurs portugais, un groupe maoïste. Elle fréquente également la Casa dos Timores, un appartement de Lisbonne qui devint un lieu de discussion politique et d'organisation militante anticoloniale des étudiants timorais. Les études de Bonaparte au Portugal coïncident avec la révolution des Œillets d'avril 1974, à partir de laquelle les partis politiques timorais commencent sortent de la clandestinité. Durant cette période, Bonaparte visite les zones contrôlées par le PAIGC pendant la guerre d'indépendance de la Guinée portugaise.
La Casa dos Timores décide d'envoyer une délégation à Timor pour prendre part à l'évolution politique de la colonie. Bonaparte en fait partie, et le groupe arrive à Dili par avion à l'aéroport d'Aitarak Laran le 11 septembre 1974 à 13 heures,.
De retour au Timor, Bonaparte rejoint le Front révolutionnaire pour un Timor oriental indépendant (Fretilin), principal parti indépendantiste, et devient rapidement une dirigeante de l'organisation. Elle est l'une des trois femmes siégeant au comité central original du Fretilin, composé de 50 membres, avec Guilhermina Araújo et Maria do Céu Pereira. Avec de nombreux autres anciens membres de la Casa dos Timores, elle participe au travail de mobilisation populaire du Fretilin, notamment en organisant des cours d'éducation politique, qui aboutissent à la formation de l'Union nationale des étudiants timorais (UNETIM) en octobre 1974,. En mai 1975, elle participe aux négociations de la Commission de décolonisation portugaise à Dili,. Les négociateurs portugais, remarquant son intensité et sa petite taille, la surnomment « la petite révolutionnaire » et « Rosa Luxemburg ». Ses camarades timorais l'appellent « Muki ».
Le 28 août 1975, Bonaparte devient secrétaire générale de l'Organização Popular da Mulher Timor nouvellement créée. En quelques semaines, l'OPMT compte 7 000 membres, avec des sections dans toute la colonie. Bonaparte est l'auteure du manifeste du groupe, publié le 27 septembre 1975 dans le journal du Fretilin, le Jornal do Povo Mau Bere, et présenté au comité central du parti le lendemain,. En proposant une analyse théorique du mouvement de libération des femmes au Timor oriental à l'époque, Bonaparte soutient que les femmes timoraises sont confrontées à une « double exploitation » à la fois par les conceptions « traditionalistes » et « colonialistes ». Elle estime que les causes de leur oppression sont « à la fois culturelles et structurelles ». Le manifeste condamne le barlake (de) (les traditions matrimoniales timoraises, qui comprennent un prix de la mariée), la polygamie et l'exploitation sexuelle des femmes par les « maîtres colonialistes ». Bonaparte écrit plusieurs autres articles dans le Jornal do Povo Mau Bere et un autre publié dans un journal trotskiste et reproduit à titre posthume en 1977 dans East Timor News, le bulletin du mouvement de solidarité australien,.
Les deux objectifs principaux de l'OPMT, tels que décrits par Bonaparte dans un article publié dans le journal syndical australien Direct Action en septembre 1975, sont « premièrement, de participer directement à la lutte contre le colonialisme, et deuxièmement, de combattre par tous les moyens la discrimination violente dont les femmes timoraises ont été victimes dans la société coloniale »,. Dès la première semaine de septembre 1975, l'OPMT établit des garderies à Dili, Maubisse et Turiscai pour accueillir les orphelins et autres personnes touchées par les combats du mois précédent entre le Fretilin et l'Union démocratique timoraise, un parti politique conservateur. Sous la direction de Bonaparte, l'organisation mène également des campagnes d'alphabétisation pour les femmes timoraises, pour la première fois en tétoum plutôt qu'en portugais.
Bonaparte participe à la déclaration unilatérale d'indépendance du Fretilin du Portugal le 28 novembre 1975. Elle aurait été la première à déployer le nouveau drapeau de la République démocratique du Timor oriental.

### Mort
Le 7 décembre 1975, l'Indonésie lance une invasion du Timor oriental, en commençant par un assaut sur Dili. Bonaparte est identifiée et escortée par des soldats jusqu'au port voisin de Dili, où elle est fusillée, à l'âge de 18 ans. Son corps est jeté dans le port et est aperçu sur le rivage le lendemain,.

## Postérité
Après sa mort, Bonaparte est remplacée à la tête de l'OPMT par Maria José Boavida, jusqu'à ce qu'elle-même soit tuée par les forces indonésiennes en 1979. En 2006, Bonaparte reçoit à titre posthume l'Ordre de Dom Boaventura, décerné aux « combattants fondateurs » du mouvement de libération qui « ont promu, organisé et dirigé la résistance » entre le 15 août 1975 et le 31 mai 1976. Elle est l'une des quatre femmes parmi les 61 lauréats.
Le Jardim Rosa « Muki » Bonaparte, situé dans un rond-point du quartier Mandarin de Dili, porte son nom,. Le jardin est originellement un cadeau du gouvernement irlandais, et il est restauré plus tard par une entreprise singapourienne. À Manatuto, ville natale de Bonaparte, une avenue est nommée en son honneur.